# Голейзовський Касьян Ярославович
Касья́н Яросла́вович Голейзо́вський (Касян, Касіян, рос. Голейзовский Касьян Ярославич, нар. 22 лютого (5 березня) 1892, Москва — пом. 4 травня 1970, Москва) — радянський і російський артист балету, балетмейстер-новатор. Заслужений артист Білоруської РСР (1940), заслужений діяч мистецтв Литовської РСР (1954). Реформатор російського балету 1920—1930 років. Один із засновників українського балетного театру.

## Життєпис
Народився 22 лютого (5 березня) 1892 року в Москві за часи Російської імперії в театральній родині. Мати — Дашкова Олена Дмитрівна, балерина Большого театру, відома під псевдонімом Добровольська. Батько — Голейзовський Ярослав Матвійович, соліст опери (баритон), мав польське походження і носив подвійне ім'я — Карл-Ярослав.
Касьян навчався в Московському імператорському училищі. 1909 року закінчив Санкт-Петербурзьке театральне училище, де навчався у найкращих педагогів того часу — Самуїла Андріанова (класичний танець), Михайла Обухова (балет), Михайла Фокіна (балет) та ін.
Касьян Ярославович упродовж 1909—1910 рр. був артистом Маріїнського театру в Санкт-Петербурзі, а згодом, у період між 1910—1918 рр. — артист Большого театру в Москві.
1915 року працював балетмейстером у московських театрах мініатюр («Інтимний театр», «Мамонтовський театр мініатюр», театр-кабаре «Летюча миша»).
Касьян Голейзовський 1916 року відкрив власну студію «Московський Камерний балет». Це була професійна балетна організація, що займалась пошуком нових засобів хореографічної виразності. Серед артистів, які входили до студії, був відомий згодом хореограф-експериментатор Євген Вігільов, діяльність якого тісно пов'язана з Україною.
Від 1919 року Касьян Ярославович — балетмейстер Московського камерного балету й Большого театру, художній керівник Експериментального театру балету.
Упродовж 1926—1928 рр. був художнім керівником балету й головним балетмейстером Одеського театру опери та балету. 1926 року Касьян Голейзовський заснував в Одесі експериментальну майстерню хореографії «Фабрика сучасного танцю», де співпрацював з Миколою Болотовим, Павло Вірським, В. Пресняковим.
Касьян Ярославович між 1928—1929 рр. і між 1934—1935 працює головним балетмейстером Харківського українського театру опери та балету. Упродовж 1948—1949 рр. — балетмейстер Львівського театру опери та балету.
У період між 1950—1960-х років — балетмейстер Большого театру в Москві.
Касьян Голейзовський був новатором російського балету в 1920—1930-х рр. Він один із засновників українського балетного театру, організатор при Харківському українському й Одеському театрах опери та балету балетних студій.
З середини 1930-х офіційна ідеологія оголосила його новаторські пошуки «формалізмом» і Касьян Голейзовський позбувся можливості працювати в Москві (лише міг ставити фізкультурні паради на Красній площі). Після цього він почав працювати над підготовкою декад радянського національного мистецтва в Білорусі, Україні, Узбекистані, Таджикистані, де поставив чимало вистав.
«Естетичний ідеал Голейзовського — органічне поєднання класики з вільною пластикою і фольклорними мотивами. Уперше в балеті він застосував конструктивні установки, що дали можливість показати людську постать об'ємно. Декорованими пластичними нюансами, своєрідністю світлотіней постановкою Касьяна Голейзовського близькі до естетики російського модерну, але жорстка структурна основа зближує їх з конструктивізмом, неокласицизмом».
Автор низки статей про балет і книги «Образы русской народной хореографии» (Москва, 1964).

## Постановки балетів
Інтимний театр (Москва)
- «Вибір нареченої» В. Кузміна (1916)

Московський камерний балет
- «Соната смерті й руху» на музику О. Скрябіна (1918)
- «Трагедія масок» на музику Б. Бера (1922)
- «Фавн» на музику К. Дебюссі (1922)
- «Смерть Ізольди» на музику Р. Ваґнера (1924)
- «Етюди чистої класики» на музику Ф. Шопена (1924)

Театр ім. Мейєрхольда, Москва
- «Озеро Люль» О. Файко (1923)
- «Д. Є.» («Даєш Європу!») М. Подгаєцького (1924)

Одеський театр опери та балету
- «Йосип Прекрасний» С. Василенка (1926)
- «У сонячному промінні» С. Василенка (1926)
- «Половецькі танці» (з опери «Князь Ігор» О. Бородіна, 1926)

Харківський український театр опери та балету
- «Смерч» Б. Бера (1928)
- «У сонячному промінні» С. Василенка (1928)
- «Йосип Прекрасний» С. Василенка (1928)
- «Спляча красуня» П. Чайковського (1935)

Большой театр (Москва)
- «Чарда» на музику Б. Бера (1933)
- «Шопен» (1933)
- «Скрябініана» на музику О. Скрябіна (1962)
- «Лейлі і Меджнун» на музику С. Баласаняна (1964)

Донецький театр опери та балету
- «Половецькі танці» (з опери «Князь Ігор» О. Бородіна, 1944)
- «Бахчисарайський фонтан» Б. Асаф'єва (1945)

## Постановки танців
- танці в к/ф «Маріонетки» (режисер Я. Протазанов, 1934)
- «Весна» (режисер Г. Александров, 1947).

## Партії
- Голубий Птах, Блазень («Спляча красуня», «Лебедине озеро» П. Чайковського)
- Метелик («Золота рибка» на музику М. Черепніна)
- Камон («Саламбо» А. Арендса)

## Літературні твори
Касьян Голейзовський написав низку статей про театральну діяльність і балет. Крім того, автор таких творів як
- Образы русской народной хореографии, 1964.
- «Мгновения» (фотоальбом) / Леонід Тимофійович Жданов. Вступне сово Н. Черновой. Альбом містить малюнки Касьяна Голейзовського, створені ним під час постановки балету «Лейлі й Меджнун», 1972. — 20 000 екз.
- Жизнь и творчество / Рецензент книги — Б. А. Львов-Анохин. — М.: Всероссийское Театральное Общество, 1984.